# Лука (Сребреник)
Лука је насељено мјесто у граду Сребренику, Босна и Херцеговина.

## Историја
Лука је настало 1981. године издвајањем из насеља Рапатница.

## Становништво
|             | 2013.        | 1991.         |
| Укупно      | 762 (100,0%) | 663 (100,0%)  |
| Бошњаци     | 724 (95,01%) | 655 (98,79%)1 |
| Муслимани   | 17 (2,231%)  | –             |
| Неизјашњени | 10 (1,312%)  | –             |
| Босанци     | 4 (0,525%)   | –             |
| Хрвати      | 3 (0,394%)   | –             |
| Остали      | 3 (0,394%)   | 2 (0,302%)    |
| Албанци     | 1 (0,131%)   | –             |
| Југословени | –            | 6 (0,905%)    |

1. 1 На пописима од 1971. до 1991. Бошњаци су пописивани углавном као Муслимани.